# أوف سايد
أوف سايد (باليابانية: オフサイド ) و هو أنمي ياباني رياضي من 39 حلقة مدة كل حلقة 22.51 دقيقة، دبلج من قبل مركز الزهرة , بطل الأنمي هو سامر وهو حارس مرمى وقائد للفريق يخوض مع ناديه الكمال عدة مباريات من أجل التأهل للأدوار النهائية، يفشلون في السنة الأولى ضد فريق الينابيع لكنهم ينجحون في التاهل في الورة الشتوية أمام نفس لفريق، وعند تاهلهم لبطولة لمدارس العليا يقصيهم فريق الشهاب، يتحول بعدعها سامر إلى لاعب وسط مهاجم بعد انضمام بيان لحراسة مرمى الفريق بدلا منه، وبعد أن فاز باللقب مع فريقة ذهب سامر للعب ببطولة العالم 2002 مع المنتخب الوطني ليهزموا فرنسا ويتعادلوا في المباراة التانية، لكن قوة ومهارة أليساندرو ديل بييرو نجم المنتخب الإيطالي حالت دون تاهلهم بعد أن فازت إيطاليا بالركلات الترجيحية، وبعد المباراة تلقى سامر عرضا للعب بصفوف إنتر ميلان لايطالي لكنه رفض حتى يتخرج، وبعد فوز فريق الكمال ببطولة المدارس العليا للمرة التانية سينتقل للعب بنادي إنتر ميلان الإيطالي في اخر حلقة .

## روابط خارجية
- أوف سايد على موقع ANN anime (الإنجليزية)